# Campionati africani di atletica leggera 2014 - 1500 metri piani maschili
La specialità dei 1500 metri piani maschili ai Campionati africani di atletica leggera di Marrakech 2014 si è svolta l'13 e 14 agosto 2014 allo Stade de Marrakech in Marocco.
La gara è stata vinta dal gibutiano Ayanleh Souleiman.

## Risultati

### Batterie
Qualificazione: i primi 4 atleti di ogni batterie (Q) e quelli con i successivi 4 tempi più veloci degli esclusi (q) si qualificano in finale.
| Class | Gruppo | Atleta                 | Nazione        | Tempo   | Note |
| ----- | ------ | ---------------------- | -------------- | ------- | ---- |
| 1     | 2      | Asbel Kiprop           | Kenya          | 3:43.87 | Q    |
| 2     | 2      | Ronald Kipkemboi       | Kenya          | 3:43.93 | Q    |
| 3     | 2      | Ayanleh Souleiman      | Gibuti         | 3:44.12 | Q    |
| 4     | 2      | Abiyot Abinet          | Etiopia        | 3:44.62 | Q    |
| 5     | 2      | Teklit Teweldebrhan    | Eritrea        | 3:44.89 | q    |
| 6     | 2      | Yacine Hathat          | Algeria        | 3:45.10 | q    |
| 7     | 2      | Fouad Elkaam           | Marocco        | 3:45.75 | q    |
| 8     | 2      | Abdessalem Ayouni      | Tunisia        | 3:47.97 | q    |
| 9     | 2      | Zabulon Ndikumana      | Burundi        | 3:47.97 |      |
| 10    | 1      | Mekonnen Gebremedhin   | Etiopia        | 3:54.73 | Q    |
| 11    | 1      | Yassine Bensghir       | Marocco        | 3:54.98 | Q dq |
| 11    | 1      | James Magut            | Kenya          | 3:54.99 | Q    |
| 12    | 1      | Johan Cronje           | Sudafrica      | 3:55.17 | Q    |
| 13    | 1      | Khaled Giaeda          | Libia          | 3:55.56 |      |
| 14    | 2      | Samir Jamma            | Marocco        | 3:56.28 |      |
| 15    | 1      | Moussa Camara          | Mali           | 3:56.90 |      |
| 16    | 1      | Abdi Waiss Mouhyadin   | Gibuti         | 3:57.99 |      |
| 17    | 1      | Franck Ngouari-Mouissi | Rep. del Congo | 3:59.18 |      |
| 18    | 1      | Attoumane Abdoul Had   | Comore         | 4:17.58 |      |
| dns   | 1      | Jamal Abdi Dirieh      | Gibuti         | dns     |      |
| dns   | 2      | Arthur Kakuji          | RD del Congo   | dns     |      |
| dns   | 1      | Taoufik Makhloufi      | Algeria        | dns     |      |

### Finale
| Class   | Nome                 | Nazione   | Tempo   | Note |
| ------- | -------------------- | --------- | ------- | ---- |
| Oro     | Ayanleh Souleiman    | Gibuti    | 3:42.49 |      |
| Argento | Asbel Kiprop         | Kenya     | 3:42.58 |      |
| Bronzo  | Ronald Kipkemboi     | Kenya     | 3:42.59 |      |
| 4       | Mekonnen Gebremedhin | Etiopia   | 3:42.65 |      |
| 5       | James Magut          | Kenya     | 3:43.82 |      |
| 6       | Johan Cronje         | Sudafrica | 3:44.40 |      |
| 7       | Abdessalem Ayouni    | Tunisia   | 3:44.67 |      |
| 8       | Fouad Elkaam         | Marocco   | 3:44.99 |      |
| 9       | Abiyot Abinet        | Etiopia   | 3:45.23 |      |
| 10      | Yacine Hathat        | Algeria   | 3:45.52 |      |
| 11      | Teklit Teweldebrhan  | Eritrea   | 3:49.23 |      |
| 6 dq    | Yassine Bensghir     | Marocco   | 3:44.00 | dq   |